# Rio Kowie
Rio Kowie é um rio da África do Sul.